# Vigeville
 Vigeville  es una comuna (municipio) de Francia, en la región de Lemosín, departamento de Creuse, en el distrito de Guéret y cantón de Ahun.
Su población en el censo de 1999 era de 136 habitantes.
Está integrada en la Communauté de communes du Carrefour des Quatre Provinces.

## Demografía
| 119 | 139 | 133 | 139 | 145 | 136 |
| Para los censos de 1962 a 1999 la población legal corresponde a la población sin duplicidades (Fuente: INSEE [Consultar]) |     |     |     |     |     |